# Commercial Processing Workload
Commercial Processing Workload, kurz CPW ist eine Maßeinheit des Computerherstellers IBM, um die Leistungsfähigkeit seiner Rechner-Serie System i5 (vormals: AS/400) vergleichbar zu machen.
Der CPW ist ein von IBM abgewandelter Transaktions-Benchmark, ähnlich der des Transaction Processing Performance Council, etwas spezialisiert auf den Einsatzbereich dieser Rechner (hauptsächlich kaufmännische Transaktionen in großen Mengen).
Die Einheit „1 CPW“ wurde festgelegt auf die Leistung eines Systems IBM AS/400 B10 mit 16 MB Hauptspeicher und 800 MB Festplattenspeicher. Es wurden Anwender simuliert, bis etwa 70 % Prozessorauslastung erreicht wurden. Die Anzahl der Transaktionen wurde mit „1 CPW“ gleichgesetzt.
Somit kann man (recht linear und grob) feststellen, dass ein System mit 10 CPW entweder die zehnfache Anzahl Anwender bei gleicher Reaktionszeit bedienen kann, oder bei gleicher Anzahl Anwender die Reaktionszeit sich auf ein Zehntel verkürzt.
Generell sind diese Angaben immer mit einer gewissen Vorsicht zu genießen, denn die Systemleistung hängt nicht nur von der Schnelligkeit des Prozessors ab. Um den CPW-Wert tatsächlich zu erreichen, sollte man darauf achten, dass die übrige Ausstattung des Systems (IO-Subsystem, Festplatten, Hauptspeicher usw.) der Leistungsfähigkeit der CPU angemessen ist.